# Koilabas
Koilabas (nep. कोइलाबास) – gaun wikas samiti w zachodniej części Nepalu w strefie Rapti w dystrykcie Dang Deokhuri. Według nepalskiego spisu powszechnego z 2001 roku liczył on 226 gospodarstw domowych i 1354 mieszkańców (701 kobiet i 653 mężczyzn).